# 合成无政府主义
合成无政府主义（英語：Synthesis anarchism），又称联合无政府主义（united anarchism），是一种组织原则，旨在通过多样性实现团结，力图将不同倾向的无政府主义者联合到一个联合会中。主要由俄罗斯无政府主义者沃林和法国无政府主义者塞巴斯蒂安·富尔发展而来，旨在吸引共产主义者、工团主义者和个人主义者。根据综合无政府主义的理念，无政府主义联邦应当是多元化的，组织相对松散，以保持成员的个人自主权。